# Parafia Narodzenia Najświętszej Maryi Panny w Popowie
Parafia Narodzenia Najświętszej Marii Panny w Popowie Kościelnym – parafia należąca do dekanatu serockiego, diecezji płockiej, metropolii warszawskiej. 

## Miejsca święte

### Kościół parafialny
Obecny kościół, murowany, w stylu neogotyckim, został wybudowany w latach 1900-1906 według projektu Józefa Piusa Dziekońskiego. 

## Obszar parafii

### Miejscowości i ulice
W granicach parafii znajdują się miejscowości:

- Bindugi (Kania Polska),
- Cupel,
- Gąsiorowo,
- Henrysin,
- Huta Podgórna,
- Jackowo Dolne,
- Jackowo Górne,
- Janki,
- Kania Nowa,
- Kania Polska,
- Łacha,
- Nowa Wieś, Popowo Kościelne,
- Popowo-Parcele
- Wielęcin.